# Iván Dibós

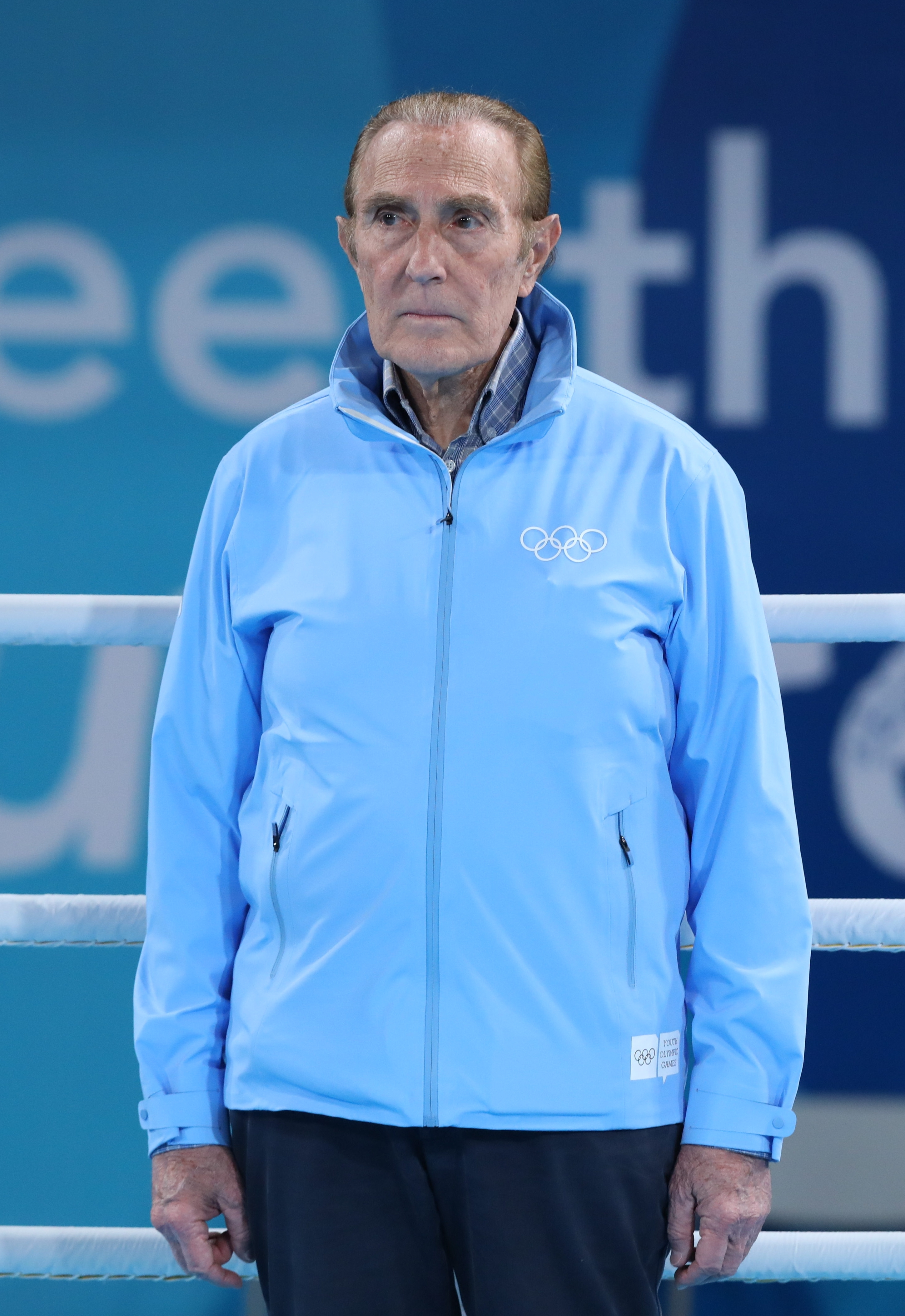
Iván Dibós in seiner Funktion als IOC-Mitglied bei den Olympischen Jugend-Sommerspiele 2018

Iván Dibós Mier (* 18. Januar 1939 in Lima) ist ein peruanischer Sportfunktionär.

## Leben
Dibós studierte an der University of Detroit und an der Dorsey Business School in Detroit. Seit 1982 ist er Mitglied des Internationalen Olympischen Komitees. Des Weiteren ist Dibós Mitglied des FIA-Komitees. Von 1993 bis 1995 war er stellvertretender Bürgermeister von Lima. Sein Vater Eduardo Dibós Dammert und sein Halbbruder Eduardo Dibós Chappuis waren Bürgermeister der peruanischen Hauptstadt gewesen.